# Bas Mulder (pater)
Sebastianus (Bas) Mulder (Beugen, 17 juli 1931 – Boxmeer, 10 april 2020) was een Nederlands-Surinaams priester en sporter. Als missionaris van de Rooms-Katholieke Kerk vertrok Mulder in 1959 naar Suriname. Hij zou er 50 jaar, zijn hele actieve leven, blijven. Pater Mulder genoot bekendheid als 'jeugdpastoor' en als 'mediapastoor'. Hij was belangrijk voor de ontwikkeling van meerdere sporten in Suriname. Hij sportte zelf op het hoogste niveau (als langeafstandsloper en dammer) en was voorzitter van de Surinaamse Volleybal Bond. Tijdens de militaire periode, toen er geen kranten uitkwamen, schreef hij kritische artikelen in het bisdomblad Omhoog, dat jarenlang onder zijn redactie stond.

## Levensloop

### Tweede vaderland
Mulder vertrok in 1959 naar Suriname, wat voor hem een tweede vaderland werd. Na de Surinaamse onafhankelijkheid nam hij de Surinaamse nationaliteit aan. Pater Mulder was gedurende zijn periode in Suriname overal te zien en te horen: achter het preekgestoelte van de kerk, in het patronaat met de jeugd, als gastspreker op radio en televisie en op de sportvelden. Hij was op meerdere maatschappelijke terreinen actief, waaronder rond 1979 als bestuurslid van de stichting Nationaal Crematorium Suriname.

### Priesterschap
Aanvankelijk kreeg Mulder in Paramaribo de Bonifaciuskerk toegewezen, twee jaar later bediende hij de Sint-Petrus-en-Pauluskathedraal. Van het patronaat aldaar -de jeugd verveelde zich dood- maakte hij een soort sportcentrum, waar ook danslessen en muzieklessen werd verzorgd. Een van dansleerlingen was Marlene Lie A Ling.
Als priester genoot Mulder al in de jaren zestig bekendheid door zijn optredens bij Radio Apintie en de STVS met programma's als “Een Woord van de Kerk” (waarin hij sociale en maatschappelijke issues koppelde aan het geloof) en “Burger en Samenleving”. Mulder gaf daarnaast les op de Louiseschool. en hij begeleidde meerdere malen jeugd naar Wereldjongerendagen.
Vanuit het Bisdom Paramaribo was pater Mulder dertig jaar lang postulator in het canonisatieproces van Petrus Donders, die behoorde tot de orde der Redemptoristen, net als Mulder. Hij was dan ook aanwezig bij diens zaligverklaring in Rome in 1982. In die functie schreef Mulder over pater Donders het eerste Surinaamse stripverhaal, getiteld De grote kleine man, met tekeningen van Rihana Jamaludin en een omslag van Paul Woei.
Verder was Mulder vice-provinciaal van zijn orde, van 1972 tot de overdracht van de missie van Nederlandse redemptoristen aan de Braziliaanse medebroeders in 2000.

### Sportpromotor
Mulder zette zich sinds van begin af aan in voor de bevordering van sport onder jongeren. In 1963 was hij een van de initiatiefnemers van de Surinaamse Volleybal Bond. Daarnaast hielp hij mee het schoolzwemmen van de grond te krijgen door dit op de agenda te brengen van het ministerie van Onderwijs en Volksontwikkeling.
Ook stimuleerde hij het dammen in Suriname en organiseerde in het Patronaat het tot dan toe grootste toernooi waaraan honderden jeugddammers deelnamen. Volgens Guno Hoen in deel drie van zijn serie Onze sporthelden (1999) is er sindsdien niet meer zo'n groot damtoernooi in Suriname gehouden. Zelf werd Mulder in 1967 nationaal damkampioen.
Op 48-jarige leeftijd startte hij met hardloopwedstrijden en bleef actief in deze sport tot hij in 1992 zijn zeventigste wedstrijd liep in de Ludwig de Sanders Memorial. In bijna al deze wedstrijden behaalde hij een podiumplaats. Ook nam hij deel aan wedstrijden in het buitenland, waaronder aan de halve marathons van Helmond (1987), Venlo (1989) en San Juan, de 10 mijl van Nijmegen en 5 mijl van Miami.
Daarnaast stond hij achter de ontwikkeling van andere sporten in Suriname, waaronder met name van basketbal, tafeltennis en wielrennen.

### Kritisch geluid
Vanaf de militaire staatsgreep van Bouterse schreef hij kritisch over het regime in het bisdomblad Omhoog, ook toen de censuur hoog was en de verschijning van kranten was gestopt. Volgens bisschop Karel Choennie heeft het regime het toen niet aangedurfd om het blad te sluiten.
Op 7 november 1980 wilde Mulder een bemiddelingspoging doen bij de huisuitzetting van het gezin van Chas Mijnals. Mijnals was een van de coupplegers geweest, maar op dat moment gevangengezet vanwege verdenking op een complot. Mulder kreeg geen kans zijn verhaal te houden en werd het huis uitgeslagen door de militairen. Hij moest voor zijn verwondingen worden behandeld in het ziekenhuis. Na enkele dagen hervatte hij zijn training voor de 10 kilometer van 25 november (Srefidensi Dey). Tijdens diezelfde wedstrijd stond ook legerleider Desi Bouterse ingeschreven en was president Henk Chin A Sen gevraagd het startschot te geven.
In februari 1985 verweet Mulder het regime in Omhoog duizenden Guyanese gastarbeiders op "onmenselijke wijze" het land te hebben uitgezet. Mulder werd hierna twee maal door de militairen verhoord die wilden weten wie de bronnen waren voor zijn beweringen. Twee weken later schreef hij in het blad dat het onmogelijk aanvaard kon worden dat de bevolking de gebeurtenissen van 8 december moest vergeten. Hij schreef dit in reactie op Bouterse die de gebeurtenissen op de Nederlandse televisie een afgesloten hoofdstuk noemde. Mulder had dit artikel eerst aan onder meer bisschop Aloysius Zichem ter inzage gegeven, die nog wijzigingen had aangebracht. Mulder werd weliswaar schuldig bevonden aan belediging van het militaire gezag, maar kreeg geen gevangenisstraf opgelegd. Dat procureur-generaal Rudi Reeder de zaak zou seponeren werd van tevoren verwacht, om meer opschudding in het buitenland te voorkomen. Volgens het NRC Handelsblad waren de kerken in die tijd het enige bolwerk van verzet tegen de Surinaamse regering.

### Laatste jaren
Pater Mulder bleef tot 2009 in Suriname en keerde toen terug naar Nederland. Hij ging wonen in een communiteit van priesters in Boxmeer. Bas Mulder overleed op 10 april 2020 aan de gevolgen van het coronavirus SARS-CoV-2. Hij werd 88 jaar.

### Onderscheidingen
Bas Mulder werd in 1995 benoemd tot Officier in de Ereorde van de Palm. Ook werd hij onderscheiden met de Rotary Vocational Excellence Award.